# Neuschwanstein
Neuschwanstein är ett slott utanför Füssen i bayerska alperna i södra Tyskland som uppfördes av kung Ludvig II av Bayern med början 1869. Slottet ses som förebilden för Disneys Törnrosaslott. Det är ett av världens mest kända slott och ett vanligt motiv på pussel och affischer. Neuschwanstein är ett så kallat Märchenschloss (tyska för "sagoslott"). Inspiration till Neuschwanstein fick Ludwig II bland annat från borgen Wartburg i Eisenach. Slottet var nominerat till finalen av världens sju nya underverk men fick vid omröstningen 2006 inte någon plats på listan.

## Historik
På platsen där slottet ligger idag låg tidigare borgarna Vorder- und Hinterhohenschwangau (översatt främre och bortre Hohenschwangau). Vid kung Ludwigs tid var det endast ruiner som återstod av de gamla borgarna och allt gammalt byggnadsmaterial transporterades bort för att lämna plats till grunden för det nya slottet. Längst ner i dalen ligger Ludwig II:s föräldrahem, slottet Hohenschwangau, som fram till början av 1800-talet kallades för Schwanstein (sv: Svan-sten). Namnet för Ludwigs nya slott blev därför Neuschwanstein, det nya Schwanstein.

## Det nya slottet
Slottet ligger uppe på en brant höjd några hundra meter ovanför byn. Entréporten nås via en brant, slingrande väg. Den tekniska standarden var för sin tid hög; i källaren byggdes ett koleldat centralvärmesystem och slottet utrustades även med telefon som var kopplad till det närbelägna slottet Hohenschwangau, där Ludwigs mamma bodde. Det sägs att de talade med varandra i telefon flera timmar varje dag.
Att bygga Neuschwanstein tog betydligt längre tid än Ludwig II tänkt sig. Projektet var omfattande, kostnaderna sköt i höjden och bara att forsla materialet uppför det branta berget tog sin tid. Slottet ritades av Christian Jank och utfördes av Eduard von Riedel och senare Georg von Dollmann. Grundstenen lades den 5 september 1869 och det som först byggdes var ingångsbyggnaden, där Ludwig II bodde under ett antal år medan slottsbyggnaden restes. Först 1880 hölls en taklagsfest och 1884 kunde kungen flytta in i slottet. Endast 14 av de planerade över 200 rummen hann iordningställas före kungens hastiga bortgång; resten är ofullbordade. Alla inredda rum är rikt dekorerade med scener från gamla legender och sagor samt scener ur Richard Wagners operor.
Den 11 juni 1886 arresterades kung Ludwig II i sin säng och fördes iväg från Neuschwanstein och två dagar senare hittades han död. De ofullbordade delarna förblev ofullbordade och sju veckor efter Ludwigs död öppnades slottet för allmänheten.
Ludwig II lät även bygga andra slott i Bayern bl.a. Linderhof och Herrenchiemsee.
I slutet av andra världskriget förvarade tyska Riksbanken mängder av guld i slottet. Detta flyttades till en okänd plats i slutet av kriget och enligt obekräftade rykten sänktes det i den närbelägna sjön Alat. Många andra saker, såsom gyllene snusdosor, antika juveler, möbler och tavlor, förvarades också i slottet. Dessa var tänkta att ingå i Adolf Hitlers privata samling.

## Några rum i slottet

### Tronrummet

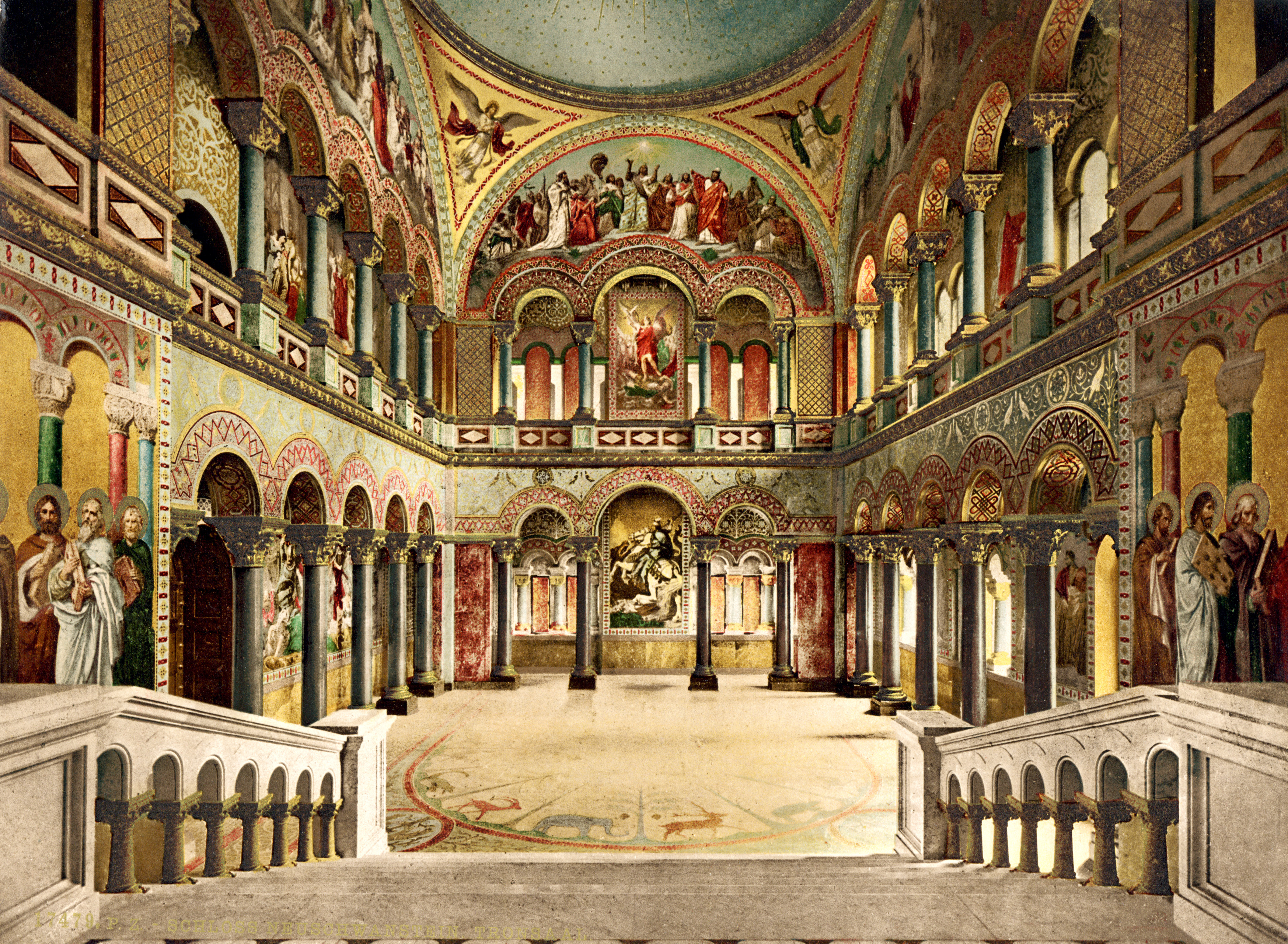
Tronrummet

Det är byggt att likna en bysantinsk kyrka och ser ut att vara dekorerat med ädla stenar och mosaiker. Det mesta är dock "fusk" och mosaikerna till exempel är målade. En udda detalj med tronrummet är att i den del av rummet som ser ut som ett altare och där tronen var tänkt att placeras saknas just tronen - någon sådan hann nämligen aldrig byggas.

### Sångarsalen
Stora bankettsalen, den s.k. Sångarsalen, är det största rummet på slottet. Rummet är rikt utsmyckat med brutet tak och ett antal gigantiska ljuskronor. Temat för målningarna i salen är Parsifal och hans beskyddande av den heliga graalen. Kung Ludwig II var en stor beundrare av Richard Wagners musik, men först 60 år efter Ludwigs död hölls den första Wagnerkonserten i Sångarsalen.

### Matsalen
Ludwig II föredrog att äta i ensamhet och därför är matsalsbordet modell mindre. Maten transporterades upp till matsalen med en manuellt driven hiss från köket som är beläget 3 våningar under matsalen.

### Sovrummet

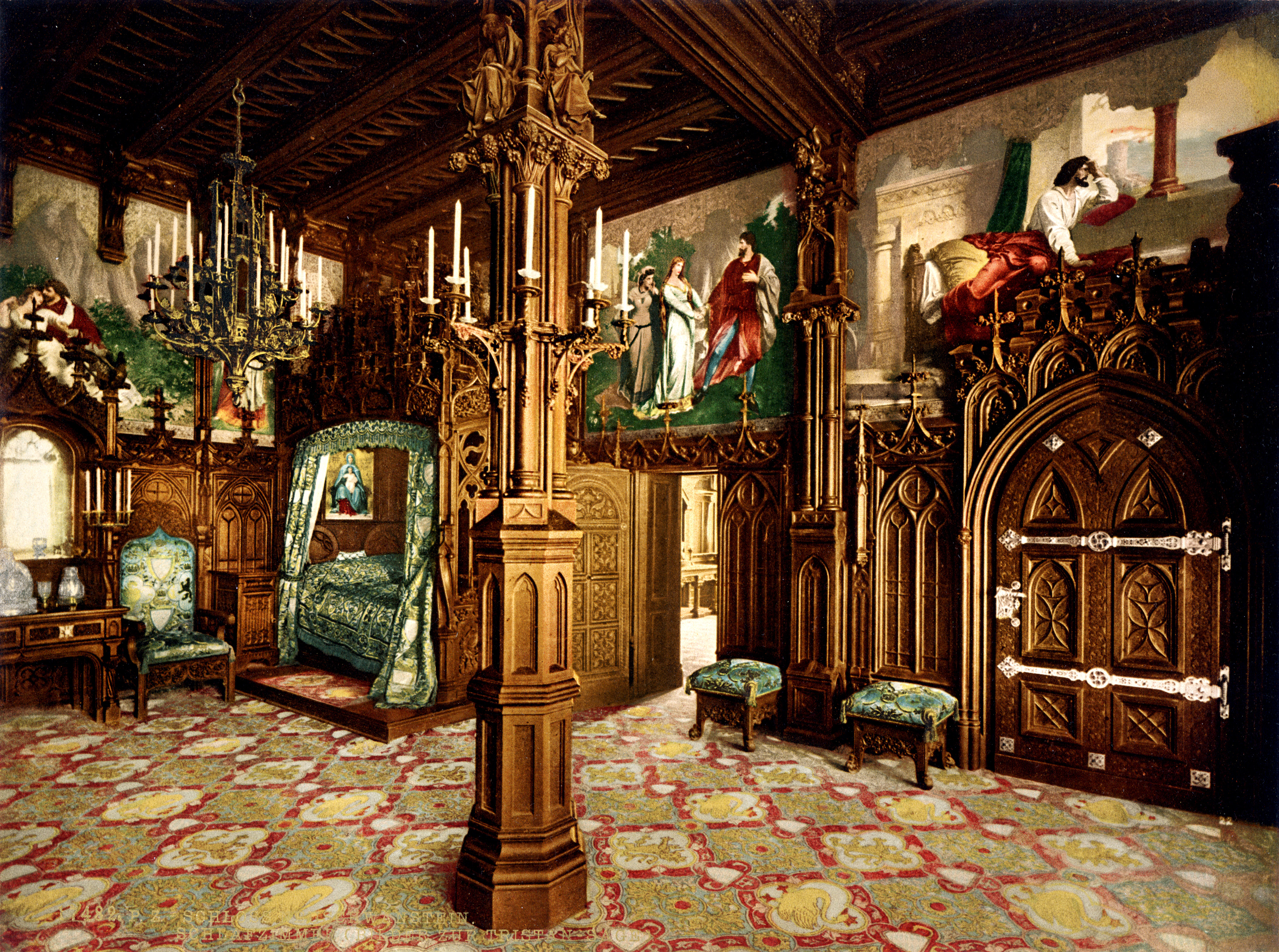
Sovrummet

Till skillnad från den romantiska stilen i resten av slottet går sovrummet i gotisk stil. Det tog 14 träsnidare fyra år att fullborda träsniderierna i rummet. Sängen är kanske det som utmärker sig mest i rummet. Med små fönster och torn ser den ut som en gotisk kyrka. Väggarna är dekorerade med scener ur Tristan och Isolde.

### Köket
Köket var väldigt modernt för sin tid. Rinnande kallt och varmt vatten och skåp som kunde värmas upp med varmluft från den gigantiska spisen. Köket var bara i bruk i två år.

### Tjänarnas rum
Tjänstepersonalen var inkvarterad på första våningen i slottet. Deras rum har bröstpanel och möbler i ek. Två personer bodde i varje rum och minst 10–15 personer var alltid i tjänst för att hålla efter slottet. När kungen vistades på slottet mer än fördubblades personalstyrkan.

## Andra slott uppförda av Ludwig II
- Herrenchiemsee
- Königshaus am Schachen
- Linderhof